# Titu Cusi Yupanqui
Titu Cusi Yupanqui   (Cusco, 1526 - Vilcabamba, 1571 (Gregorià)) fou un inca el qual governà el regne del Cusco, després de recuperar aquest territori de mans dels espanyols, al segle xvi. És un dels quatre Inques de Vilcabamba, els quals, després de la derrota d'Atahualpa, van fer front la dominació colonial d'Espanya. De tota manera, al temps, va declarar-se penedit d'aquesta primera actitud bel·ligerant, i va presentar, el 24 d'agost de 1566, la capitulació, declarant-se vassall del Rei d'Espanya, així com la conversió al cristianisme (va ser batejat segons el ritu cristià el 1568, adoptant el nom de Diego de Castro). Poc temps després, va morir de pneumònia.